# پروژه
استاندارد PRINCE2  دو تعریف را برای پروژه ارائه داده‌است که اولی به اهداف پروژه و دیگری به ویژگی‌های پروژه توجه دارد. این استاندارد از جهت اهداف، پروژه را یک محیط مدیریتی که به منظور تحویل یک یا چند محصول تجاری مطابق با یک موقعیت تجاری مشخص ایجاد شده‌است تعریف می‌کند و در جای دیگر و با توجه به ویژگی‌های پروژه آن را یک سازمان موقتی که باید یک نتیجه منحصربه‌فرد و از پیش تعیین شده را با یک زمان از قبل تعیین شده و منابع مشخص، ایجاد کند می‌داند.
استاندارد PMBOK  یک پروژه را تلاشی موقتی که به منظور تولید محصول، خدمت یا نتیجه‌ای منحصربه‌فرد انجام می‌گیرد، می‌داند؛ و براساس تعریف استاندارد ICB پروژه یک عملکرد محدود شده توسط زمان و هزینه برای دست‌یابی به تحویل شدنی‌های تعریف شده (محدوده تعریف شده برای برآوردن موضوعات پروژه) براساس استانداردهای کیفیت و الزامات است.
قابل توجه است که همه این استانداردها محدودیت زمان، هزینه (منابع) و موقتی بودن را درکنار تولید یک محصول مشخص و منحصربه‌فرد مورد توجه قرار داده‌اند.

## ویژگی‌ها
به‌طور کلی پروژه متشکل از مجموعه فعالیت‌هایی است که توسط فرد یا افرادی به منظور رسیدن به یک نقطه هدف، تنها برای یک بار، در یک زمان مشخص و در یک مکان انجام می‌پذیرد. یک پروژه دارای مراحل مختلفی است که هر مرحله دارای خصوصیت خاص خود و نیازمند تصمیم‌گیری‌های متناسب با آن است. از متداول‌ترین تقسیم‌بندی‌های پروژه می‌توان به فازه‌های: درک، برنامه‌ریزی، اجرا و به پایان رساندن پروژه اشاره کرد. تقسیم‌بندی‌های دیگری نیز وجود دارد که به‌طور کلی همان مفهوم ذکر شده را بیان می‌کنند.
- پروژه‌ها در برگیرنده فعالیت‌هایی هستند که باید در زمانی معین و با هزینه و کیفیتی معین اجرا بشوند.
- پروژه‌ها اغلب یک بار انجام می‌شوند و به پایان می‌رسند؛ ولی گاهی نیز پروژه به دسته فعالیت‌هایی گفته می‌شود که بایستی در فاصله‌های تاریخی ویژه تکرار شوند، همچون بازسازی‌های بنیادی یک پالایشگاه هر دو سال یکبار
- در بسیاری موارد به نادرستی پروژه، مدیریت پروژه، سنجش پروژه و برنامه‌ریزی پروژه به یک مفهوم بکار می‌روند و شاید یکی از دلایل و شوندهای آن آموزش همهٔ موارد بالا در یک ترم و در یک درس سه واحدی باشد، که دانشجویان مهندسی صنایع و مدیریت، یکبار و در یک ترم بایستی با تمام این توانایی‌ها آشنا شوند.

عموماً در ایران و دیگر نقاط جهان، منظور از نوع پروژه، پروژه‌های ساختمانی و تأسیساتی است در صورتیکه با توجه به تعریف پروژه می‌توان تقسیم‌بندی زیر را به عنوان نمونه در نظر گرفت:
- پروژه‌های تحقیقاتی
- پروژه‌های ساختمانی
- پروژه‌های مهندسی مجدد
- پروژه‌های تدارکات
- پروژه‌های پیاده‌سازی فرایندهای کسب و کار
- پروژه‌های اجتماعی

یا:
- محصول محور
- ابزار محور
- سیستم محور
- استراتژی محور
- مدیریت پروژه جامع

## فازهای پروژه
فاز صفر: طرح توجیهی
فاز یک: طراحی اولیه
فاز دو: طراحی تفصیلی
فاز سه: اجرای پیمان
فاز چهار: بهره‌برداری

## نرم افزار های مدیریت پروژه
- نرم افزار msp (مایکروسافت پروژه)